# La Dépêche du Midi

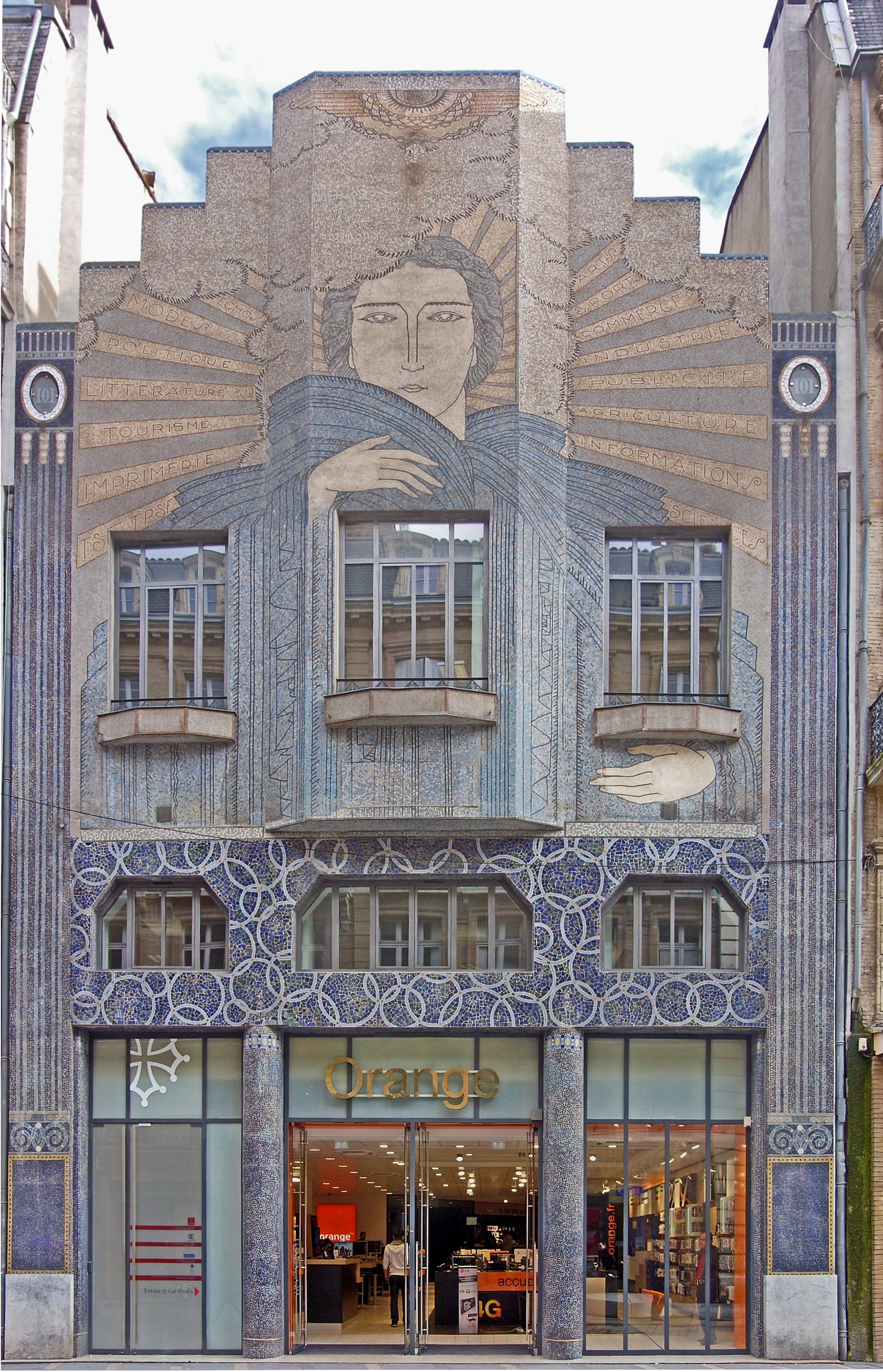
Antigua sede de la Dépêche, en la calle Alsace-Lorraine en Toulouse

La Dépêche du Midi es un diario regional francés distribuido en los departamentos de la región de Mediodía-Pirineos (Ariège, Aveyron, Alto Garona, Gers, Lot, Altos Pirineos, Tarn, Tarn y Garona), en el departamento de Aude de la región de Languedoc-Rosellón y en Lot y Garona de Aquitania. 
El diario es propiedad del grupo de prensa Groupe la Dépêche establecido en Toulouse y dirigido por Jean-Claude Souléry. Históricamente se lo relaciona con una ideología política de izquierdas.

## Historia
El primer número, La Dépêche de Toulouse, apareció el 2 de octubre de 1870 durante la guerra franco-prusiana por iniciativa de los trabajadores de la imprenta Sirven en Toulouse. La idea inicial fue publicar comunicados de guerra que dieran noticias del frente a las familias de los soldados, aunque una vez finalizada la guerra, en 1871, continuó su edición ampliando su faceta informativa.
El periodo de entre-guerras fue para La Dépêche una época de esplendor, por su ámbito de difusión nacional y por su calidad y rigurosidad informativa. En 1887, el político socialista francés Jean Jaurès se convierte en uno de los redactores habituales. Poco después, entre sus colaboradores habituales cuenta también con Georges Clemenceau en sus inicios como político. Durante el Caso Dreyfus, el periódico se implicó activamente a favor de la revisión del pleito.
A principios del siglo XX, el obispado francés consideró como un «grave pecado» la lectura de La Dépêche por su compromiso con la izquierda socialista francesa. Maurice Sarraut, senador del Aude (1869-1943) y hermano de Albert Sarraut, se convierte en su director administrativo primero en 1909, y posteriormente en su propietario en 1932. 
Durante la ocupación alemana de Francia (1940-1944) pasó por momentos muy difíciles; el año 1940 fue tomado por colaboracionistas, en diciembre de 1943 Sarraut, director de La Dépêche, fue asesinado por las Milicias francesas (grupos paramilitarres colaboracionistas de la gestapo) y, finalmente en 1944, se prohibió la publicación.
En el año 1947 reapareció con el nombre actual, marcando sus tendencias políticas, con el apoyo a Pierre Mendès France, defendiendo el «No» al referéndum constitucional de 1958 o respaldando la candidatura de François Mitterrand a las presidenciales de 1965.

## Tiradas medias[1]
| Años           | 1879   | 1881   | 1906    | 1914    | 1925    | 1943    | 1955    | 1967    | 1996    | 2003    | 2005    | 2009    | 2010    | 2011    |  |
| Tiradas medias | 15 000 | 27 000 | 159 000 | 215 000 | 217 000 | 310 000 | 215 000 | 280 000 | 202 000 | 200 000 | 200 090 | 190 875 | 186 213 | 180 924 |  |